# Pier Angelo Soldini
Pier Angelo Soldini (Castelnuovo Scrivia, 25 maggio 1910 – Volpedo, 12 luglio 1974) è stato un giornalista, scrittore e critico letterario italiano.

## Biografia
Nel 1935 neli'ambito del Premio Viareggio vinse, con il romanzo Alghe e Meduse, uno dei premi minori; nel 1936 il premio “Foce” con Finimondo e il Premio Bagutta nel 1957 con Sole e bandiere.
Collaborò a lungo con il quotidiano La Stampa, prima come inviato speciale indi,dal 1940 al 1943, come corrispondente di guerra. Nel 1945 passò alla Gazzetta del Popolo, poi dedicandosi ai reportages presso i maggiori settimanali nazionali..
Tra le sue opere maggiori, Duri a morire : ove è narrata la sua esperienza in Spagna durante la Guerra Civile, combattuta al fianco dei falangisti franchisti.
Le sue opere più famose sono però i suoi tre diari, che fanno di Soldini un grande testimone del Novecento, pur partendo talvolta dai ricordi della "sua" Castelnuovo Scrivia: Il cavallo di Caligola (1962), La forma della foglia (1964) e, infine, il suo ultimo libro, Il giardino di Montaigne, pubblicato postumo nel 1975. La grande capacità di Soldini è di riuscire a raccontarci la vita prendendo spunto dall'osservazione minuta, quotidiana della realtà, per giungere a riflessioni di acuta verità e struggente bellezza. Lui stesso dirà - del genere diaristico - che "questo scrivere a singhiozzo, un brano oggi e uno domani, incalzati dalle esigenze e dalle noie di questa inquieta esistenza, è un po' uno scrivere da disperati. Credo tuttavia che nulla sia più consono alla vita di oggi quanto quello che io definisco… romanzi-diario. Tanto che esso potrebbe assurgere a genere letterario dei nostri tempi" ("Il Giardino di Montaigne", pag. 77).
Scrisse anche un'opera di critica d'arte, La Luce di Verona, pubblicato nel 1971.

## Opere
- Alghe e Meduse (Milano, Ceschina, 1935)
- Finimondo (Milano, Ceschina, 1936)
- Duri a morire (Milano, Bompiani, 1940)
- Terra deserta (Milano, 1946)
- Avventura (Milano, 1944)
- Sole e Bandiere (Milano, Ceschina, 1956)
- La Luce di Verona (Milano, 1971)
- Il cavallo di Caligola (Milano, Ceschina, 1962; nuova edizione, a cura di R.C. Delconte, con presentazione di Franco Contorbia, Novara, Interlinea, 2009)
- La forma della foglia (Milano, Ceschina, 1964; nuova edizione, a cura di R.C. Delconte, Novara, Interlinea, 2009)
- Un uomo in città (Milano, Palazzi, 1970)
- Il giardino di Montaigne (Samedan, Munt Press, 1975; nuova edizione, a cura di R.C. Delconte, con presentazione di Clelia Martignoni, Novara, Interlinea, 2010)
- Donna che guarda il mare ed altri testi (Castelnuovo Scrivia, 1984).